# Insemination

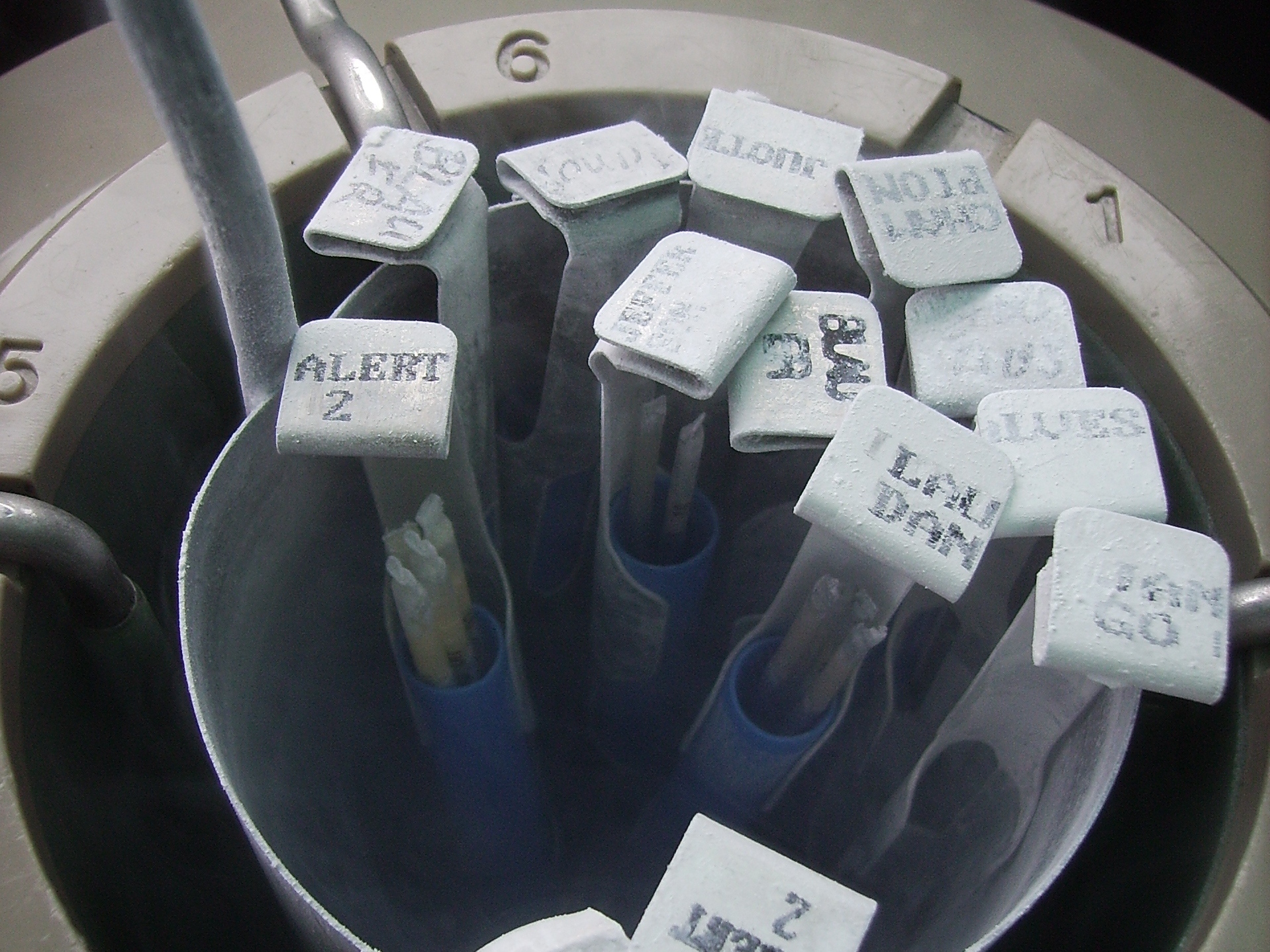
Frusen sperma från nötkreatur.

Insemination, eller inseminering, innebär att placera sädesvätska i en människas eller djurs fortplantningsorgan för att försöka åstadkomma befruktning. Tekniken som har utvecklats för djur har anpassats för användning av insemination som assisterad befruktning för människor. Metoden går ut på att spermier placeras i vaginan, livmoderhalsen (intracervical insemination) eller livmodern [intrauterin insemination]. Man kan använda nyligen ejakulerade spermier eller spermier som varit frysta och tinats.
Insemination för djur används främst för befruktning av nötkreatur men även andra husdjur kan insemineras. Reglerna för vilka djur som får insemineras kan variera mellan olika länder, men insemination är ofta också tillåtet för grisar, hästar och får. Även för höns och hundar samt för rävar i pälsdjursuppfödning kan inseminering vara tillåtet. Insemination på husdjur ger en möjlighet till större utnyttjande av handjur med goda anlag, baserat på bedömningar av handjurets avkomma, så kallad avkommebedömning, en bedömning som då kan grundas på stora avkommegrupper, större än vad som är möjligt genom naturlig befruktning.
Hos människor utvecklades insemination ursprungligen som ett sätt att hjälpa par att bli gravida.
I dag används metoden också för frivilligt ensamstående mödrar.

## Etymologi
Från 1620-talet, kasta som utsäde, från latinets inseminatus, av inseminare att så,  implantation, från in-, i + sperma (genitiv semenis) frö. Betyder att impregnera med sperma, dokumenterat 1923. In- betyder in i, i, på, uppe på, (även im-, il-, ir-, med assimilering av -n- med en följande konsonant), från latinets in-, i. I fornfranska blev detta ofta en-, som vanligtvis var omöversatt på engelska för att överensstämma med latin, men inte alltid, som i exempelvis enquire/inquire. Det fanns en form, som i West Saxon förekom som om- (jfr gamla engelskans onliehtan "to enlighten"), vissa verb överlevde i Middle English [jmfr. inwrite to inscribe], men dessa verkar nu vara försvunna. Den här varianten av in- är inte relaterad till in- "inte" som var ett vanligt prefix i latin: romarnas impressus kan betyda pressade eller opressade. Ordet inseminering har funnits i svenska språket sedan 1946 i betydelsen överföring av sädesvätska till ägg på annat sätt än genom könsumgänge.

## Hos människor
Hos människor räknas insemination som assisterad befruktning, där man antingen använder sperma från en manlig partner eller  spermadonator. Spermadonator kan användas till exempel i de fall där den manliga partnern har för låg spermakvalitet eller där manlig partner inte finns [det vill säga i samkönade relationer eller för ensamstående].
I de fall där donerad sperma används är den som bär barnet den biologiska och genetiska föräldern och spermadonatorn den genetiska föräldern till barnet. Bestämmelser för mänsklig insemination finns bland annat i den svenska lagen om genetisk integritet . 2005 jämställdes samkönade med olikkönade par, varvid de fick rätt till insemination. Sedan 1 april 2016 har även ensamstående kvinnor i Sverige rätt till assisterad befruktning och anses då vara barnets enda rättsliga förälder.

### Förberedelser
Ett spermaprov tas av manlig partner om en sådan finns. Sperma från en spermadonator kan användas om den manliga partnern producerar för få rörliga spermier, om den bär på en genetisk sjukdom eller om ingen manlig partner finns. Sperman inhämtas vanligen genom masturbation eller användning av en elektrisk stimulator. Även en speciell kondom, känd som en samlingskondom, kan användas för att samla sperma vid samlag.
Den som ger sperma brukar rekommenderas att inte få utlösning på två till tre dagar för att öka spermaproduktionen. 
Mottagarens menscykel observeras noggrant. Detta görs genom att spåra den basala kroppstemperaturen och förändringar i det vaginala slemmet, eller genom att använda ägglossningstest, ultraljud eller blodprov.
När spermierna ska placeras direkt i livmodern måste de "tvättas" i ett laboratorium. Man får då bort allt slem och icke-rörliga spermier i sädesvätskan. Detta eliminerar risken för kramper och ökar chanserna för befruktning. Spermierna värms upp till 37 grader Celsius. Före- och efterkoncentrationen av rörliga spermier räknas.
Om sperman fås av en spermadonator genom en spermabank, fryses den ned och ligger i karantän under en viss period. Spermadonatorn testas före och efter produktionen av provet för att säkerställa att den inte bär på en smittsam sjukdom. Spermaprov som doneras på detta sätt produceras genom masturbation av spermadonatorn på spermabanken. En kemikalie känd som frysskyddsmedel tilläggs i spermierna för att hjälpa till i nedfrysnings- och upptiningsprocessen. Ytterligare kemikalier kan tilläggas för att separera de mest aktiva spermierna i provet eller utvidga och tunna ut provet så att medicinflaskor för ett antal inseminationer produceras. Vid färsk frakt används ett sädadditiv.
Om sperman kommer från en privat donator, levereras den ofta färsk, inte fryst, och sätts inte i karantän.
Donerad sperma ges på detta sätt direkt till den mottagande personen eller dennes partner, eller så placeras den i särskilt isolerade behållare. Vissa donatorer har sin egen frysningsapparat för att frysa och lagra sperma. Privat donatorsperma framställs vanligen genom masturbation, men vissa donatorer använder en samlingskondom för att inhämta sperma när de har samlag med sin egen partner.

### Procedur
Vid ägglossning sätts sperma från mottagarens manliga partner eller spermadonator in i  vagina eller livmoder. Sperman kan vara färsk eller så används fryst sperma som har tinats upp. När sperman kommer från en spermabank, har den alltid legat i karantän och är fryst, och måste tinas upp före användning. 
Särskilt utformad utrustning finns tillgänglig för att utföra inseminationen. När det gäller vaginal insemination, placeras sperman vanligen i vaginan med en nålfri injektionsspruta. Ett längre rör kan fästas på ändan av sprutan för att underlätta insättning av sperma djupare in i vaginan. Mottagaren rekommenderas generellt att ligga stilla en halvtimme eller så efter inseminationen för att förhindra läckage och för att låta befruktningen äga rum.
En mer effektiv metod för insemination är att föra sperma direkt in i livmodern. När en sådan metod utnyttjas är det viktigt att bara "tvättad" sperma används. Sperman sätts in i livmodern med hjälp av en kateter. Spermabanker och fertilitetskliniker erbjuder oftast "tvättad" sperma för detta ändamål, men om partnerns sperma används måste den också "tvättas" av en läkare för att eliminera risken för kramper.
Sperma införs ibland två gånger inom en "behandlingscykel". En dubbel intrauterin insemination har teoretiserats öka graviditetstalen genom att minska risken att missa det fertila fönstret [den tid då ägget kan bli befruktat] vid ägglossning, men effektiviteten är omtvistad.
En alternativ metod till nålfri injektionsspruta eller kateter är placering av sperma i vaginan med hjälp av en specialdesignad befruktningsapparat. Detta håller sperman på plats nära ingången till livmoderhalsen för en tid, vanligen i flera timmar, så att befruktning ska ske. Med denna metod kan personen ta itu med sina vanliga aktiviteter medan befruktningsapparaten håller sperman i vaginan. En fördel med befruktningsapparaten är att färsk, icke-flytande sperma kan användas.
Om inseminationen lyckas blir mottagaren gravid. En graviditet till följd av insemination skiljer sig inte från en graviditet uppnådd genom samlag. Det kan dock finnas en viss ökad sannolikhet för flerbarnsfödsel om läkemedel används för att åstadkomma en "stimulerad" cykel hos mottagaren.